# Rényi Péter
Rényi Péter (Temesvár, 1920. szeptember 15. – Budapest, 2002. október 8.) magyar újságíró, kritikus, politikai elemző, 1956 és 1988 között a Népszabadság főszerkesztő-helyetteseként a kulturális élet egyik szürke eminenciása, befolyásos pártember. Eredeti szakmája nyomdász és grafikus.

## Életpályája
Apja Rényi Ervin (1889–1953), sok nyelven beszélő vegyészmérnök, vegyianyag-kereskedő és műszaki fordító (első felesége Gyömrői Edit, híres pszichoanalitikus, aki József Attilát is kezelte); anyja a temesvári származású Schönheim Ila. Szüleivel 1920-tól Berlinben, majd Hamburgban éltek, 1934-ig. Hazatérésük után leérettségizett, majd 1938-tól ’42-ig nyomdásztanonc és segéd volt Kner Imre mellett, akinek lányát németre tanította. 1942 és ’44 között munkaszolgálatos volt, ahonnan megszökött, majd bujkált, s közben részt vett az illegális kommunista mozgalomban, a KIMSZ akcióiban. 1944-ben, a vészkorszakban mint felkészült nyomdász sok száz ember számára készített hamis iratokat. A háború után Temesvárott a Román Kommunista Párt grafikusa volt, majd 1945-ben hazatért és belépett az MKP-ba. 1946-tól ’48-ig a Szikra Nyomda nyomdászgrafikusa, 1948–1954 között az MDP agitációs és propagandaosztályának műszaki munkatársa. Közben (1949–1951) kijárta az MDP Pártfőiskoláját. 1954–1956 között a Szabad Nép kulturális rovatvezetője, majd titkárságvezetője. Ötvenhattól 1988-ig a Népszabadság főszerkesztő-helyettese, ezenkívül a Filmművészeti Tanács elnöke (1963-tól). 1967-ben irodalomtudományból kandidátusi fokozatot szerzett. 1971-től az MSZMP Kultúrpolitikai és Művelődéspolitikai Munkaközösségének tagja. 1980 márciusában beválasztották a párt Központi Bizottságába, amelynek 1988 májusáig tagja maradt. 1988-as nyugdíjazása után, 1989-ben a Láng Kiadó lektoraként dolgozott, majd 1990–1993 között a PPS Budapest Kft. szerkesztője volt.

## Családja
1948-ban kötött házasságot Ungár Ilonával, akitől három gyermeke született: dr. Rényi Gábor (1949), dr. Rényi András (1953) és dr. Rényi Ágnes (1955).

## Művei
- "Szabad földről" üzenik... Disszidáltakról, hazatérőkről; Kossuth, Budapest, 1957
- Vitában (esszék, kritikák; 1967)
- Rényi Péter–Sántha Ilona: Képek Magyarországról 1945–1970; Kossuth, Budapest, 1970
- A mi negyedszázadunk (fotóalbum; 1970)
- Az avantgarde-tól a korszerű alkalmazott művészetig. Gondolatok Lengyel Lajos tipo-grafikus munkásságáról; Nyomdai Művészet Barátai, Budapest, 1971
- A vita folytatása (kritikák; 1972)
- Ki van a kalap mögött? Politikai útirajzok, 1956–1977 (1978)
- Vita és szövetség (cikkek, tanulmányok; 1980)
- Ez történt. Cikksorozat az 1956-os ellenforradalomról; szerk. Rényi Péter; Kossuth, Budapest, 1981
- Bismarck magyarországi utazása (1988)

Számos újságban, folyóiratban, továbbá társadalom- és művészetpolitikai (irodalmi, filmtudományi stb.) közleményekben, esszékötetekben publikált.

## Díjai, elismerései
- Népköztársasági Érdemérem arany fokozata (1949)
- Munka Érdemrend (1955)
- Rózsa Ferenc-díj I. fokozat (1960)[7]
- József Attila-díj (1963)
- Munka Érdemrend arany fokozata (1966)
- Szocialista Hazáért érdemrend (1967)
- Felszabadulási Emlékérem (1970)
- A Munka Vörös Zászló Érdemrendje (1988)